# Barbacenia coccinea
Barbacenia coccinea är en enhjärtbladig växtart som beskrevs av Carl Friedrich Philipp von Martius, Schult. och Julius Hermann Schultes. Barbacenia coccinea ingår i släktet Barbacenia och familjen Velloziaceae. Inga underarter finns listade.